# Euphaedra notata
Euphaedra notata är en fjärilsart som beskrevs av Holland 1920. Euphaedra notata ingår i släktet Euphaedra och familjen praktfjärilar. Inga underarter finns listade i Catalogue of Life.